# Mamuk'a Bakht'adze
Mamuk'a Bakht'adze (in georgiano მამუკა ბახტაძე?; Tbilisi, 9 giugno 1982) è un politico ed economista georgiano.
È stato primo ministro della Georgia dal 20 giugno 2018 all'8 settembre 2019, dopo essere subentrato a Giorgi Kvirikashvili in seguito alle sue dimissioni per tensioni interne al Partito tra Kvirikashvili e il leader del Sogno Georgiano.

## Biografia
Ha conseguito quattro lauree in altrettante università europee, più una quinta presso il Williams College dove ha studiato nella facoltà di Economia Politica.